# Austrijska rukometna reprezentacija
Austrijska rukometna reprezentacija predstavlja državu Austriju u športu rukometu.

## Poznati igrači i treneri
- Robert Weber
- Janko Božović
- Nikola Bilyk
- Tobias Wagner
- Boris Zivkovic

## Nastupi naOI
- prvaci:
- doprvaci: 1936.
- treći:

## Nastupi naSP
- prvaci:
- doprvaci: 1938.
- treći:

## Nastupi naEP
- prvaci:
- doprvaci:
- treći:

Ukupno su sudjelovali sedam puta na SP-ima. Prvi nastup je bio 1938.